# Rokonkari
Rokonkari är en ö i Finland. Den ligger i Bottenviken och i kommunen Lumijoki i den ekonomiska regionen  Uleåborgs ekonomiska region i landskapet Norra Österbotten, i den norra delen av landet. Ön ligger omkring 18 kilometer väster om Uleåborg och omkring 530 kilometer norr om Helsingfors.
Öns area är 0,5 hektar och dess största längd är 90 meter i öst-västlig riktning. Runt Rokonkari är det mycket glesbefolkat, med 7 invånare per kvadratkilometer. Närmaste större samhälle är Uleåborg, 18,8 km öster om Rokonkari. Trakten runt Rokonkari består i huvudsak av gräsmarker.